# Задорожнее
Задорожнее (укр. Задорожні или укр. Задорожнє) — село, 
Красненский сельский совет,
Первомайский район,
Харьковская область.
Код КОАТУУ — 6324584704. Население по переписи 2001 года составляет 87 (35/52 м/ж) человек.

## Географическое положение
Село Задорожнее примыкает к сёлам Красное и Червоное.
Рядом с селом протекает пересыхающий ручей с несколькими запрудами.
Рядом проходят автомобильная дорога Т-2107 и железная дорога, ближайшая станция Берека в 1,5 км.

## Происхождение названия
С украинским названием села есть некоторая путаница. По базе данных Госкомстата село называется укр. Задорожні, на сайте Верховной рады Украины указано укр. Задорожнє.

## Экономика
- ООО «ТРАНСАВТО».
- ООО «ГАЛЕНИКА».
- ООО Специализированный производственный комплекс «Укрспецэкология».

## Объекты социальной сферы
- Школа.